# 絲路龍屬
絲路龍屬（屬名：Siluosaurus）是鳥臀目恐龍的一屬，化石發現於中國甘肅省的新民堡群，地質年代屬於下白堊紀巴列姆階到阿爾比階。正模標本（編號IVPP V.11117 (1-2)）是兩個牙齒，屬於中國科學院古脊椎動物與古人類研究所。絲路龍是研究不多的屬，自從被敘述後，並沒有任何研究有更多牠們的論述。

## 歷史
在1992年的中國日本絲路恐龍挖掘活動，發現絲路龍的牙齒。其中一個牙齒來自於前上頜骨，長1公厘；另一個來自於上頜骨的臉頰部位，長3.7公厘。在1997年，董枝明將化石進行敘述、命名，模式種是張氏絲路龍（S. zhanggiani）。屬名在中文意為“絲路蜥蜴”，意指該恐龍的發現地點；種名則是以漢朝探險家張騫為名。
董枝明認為牠們是稜齒龍類，並將這些牙齒描述為目前已知最小的鳥腳類牙齒。在最近的看法裡，絲路龍被認為是種基礎鳥腳類恐龍的疑名，這是僅以牙齒為名的恐龍名稱的常有狀態。

## 古生物學
身為稜齒龍類或其他基礎鳥腳類，絲路龍是二足草食性恐龍。牠們的體型尚未證實，但大多數成年稜齒龍類身長1到2公尺，根據董枝明的看法，絲路龍可能體型較稜齒龍類小。

## 外部連結
- Siluosaurus in The Dinosaur Encyclopaedia （页面存档备份，存于） at Dino Russ's Lair
- Siluosaurus at Thescelosaurus!, under Ornithopoda i.s.